# Kleinooghamerhaai
De kleinooghamerhaai (Sphyrna tudes) is een zeer kleine haai (1,25 m. tot 1,48 m.) uit de familie van hamerhaaien. De soort leeft meestal in groepen van 3 tot 15 individuen, maar de mannetjes en wijfjes leven gescheiden.

## Synoniemen
- Sphyrna bigelowi Springer, 1944
- Zygaena tudes Valenciennes, 1822

## Voorkomen
De kleinoog hamerhaai komt voor in het zuidwesten van de Atlantische Oceaan, van Venezuela tot Argentinië, maar ook bij Cuba en Trinidad en Tobago, en voorts in de Middellandse Zee en het oosten van de Grote Oceaan.